# Cysticerque
Un cysticerque est une forme larvaire de tænia ressemblant à une vésicule d'environ 10 mm dans laquelle le scolex est invaginé. Le cysticerque est une forme de résistance pour le parasite durant la phase de son cycle dans l'hôte intermédiaire (le bœuf dans le cas de tænia saginata). Cette forme de résistance lui permet de survivre jusqu'à son passage dans l'hôte définitif (l'être humain).
Le cysticerque est capable de se retrousser (comme une chaussette) pour se fixer dans l'intestin de son hôte définitif.
Parfois les cysticerques se regroupent en formant un cénure (taille d'un poing) ou en formant un hydatide (jusqu'à faire la taille d'une balle de handball et à peser 10 ou 15 kg).